# Ambassade van IJsland in de Verenigde Staten
De ambassade van IJsland in de Verenigde Staten is gevestigd in het House of Sweden in het stadsdeel Georgetown in Washington D.C.. De ambassade behartigt ook de relaties met de Latijns-Amerikaanse landen Argentinië, Brazilië, Chili en Mexico.

## Geschiedenis
Op 23 april 1940 opende IJsland een consulaat-generaal in New York, wat de tweede IJslandse diplomatieke missie was na de ambassade in Kopenhagen. IJsland was door de Duitse invasie in Denemarken op 9 april 1940 genoodzaakt een eigen buitenlandse dienst op te richten. Tot dan handelde Denemarken de buitenlandse relaties af, zoals afgesproken in de Deens-IJslandse unie.
De IJslands-Amerikaanse diplomatieke betrekkingen werden op 1 juli 1941 geformaliseerd. Op 23 oktober 1941 werd een ambassade in Washington D.C. geopend, wat formeel de vierde ambassade van IJsland was na Kopenhagen, Stockholm en Londen. De ambassade in Washington was sinds haar oprichting de IJslandse diplomatieke vertegenwoordiging naar verschillende Latijns-Amerikaanse landen.

## Missie
De IJslandse ambassade in Washington behartigt ook de relaties met Argentinië, Brazilië, Chili en Mexico, waarbij de ambassadeur in deze landen is geaccrediteerd. Er zijn in het dekkingsgebied 23 honorair consuls benoemd, waarvan 18 in de VS, twee in Mexico, twee in Brazilië en een in Argentinië.

## Ambassadeurs
De volgende diplomaten waren ambassadeur voor IJsland in de Verenigde Staten:
| #                                                       | Naam                           | Aanstelling       | Einde missie     | Bronnen     |
| ------------------------------------------------------- | ------------------------------ | ----------------- | ---------------- | ----------- |
| 1                                                       | Thor Thors                     | 23 oktober 1941   | 11 januari 1965  |             |
| 2                                                       | Pétur Thorsteinsson            | 1 augustus 1965   | 1 oktober 1969   |             |
| 3                                                       | Magnús V. Magnússon            | 1 oktober 1969    | 4 april 1971     |             |
| 4                                                       | Guðmundur Ívarsson Guðmundsson | 1 augustus 1971   | 2 maart 1973     |             |
| 5                                                       | Haraldur Kröyer                | 2 maart 1973      | 21 juli 1976     |             |
| 6                                                       | Hans G. Andersen               | 21 juli 1976      | 24 november 1986 |             |
| 7                                                       | Ingvi S. Ingvarsson            | 24 november 1986  | 17 december 1990 |             |
| 8                                                       | Tómas Á. Tómasson              | 17 december 1990  | 9 december 1993  |             |
| 9                                                       | Einar Benediktsson             | 9 december 1993   | 21 november 1997 |             |
| 10                                                      | Jón Baldvin Hannibalsson       | 16 maart 1998     | 9 december 2002  |             |
| 11                                                      | Helgi Ágústsson                | 9 december 2002   | 8 december 2006  |             |
| 12                                                      | Albert Jónsson                 | 8 december 2006   | 8 januari 2009   |             |
| 13                                                      | Hjálmar W. Hannesson           | 8 januari 2009    | 1 oktober 2011   |             |
| 14                                                      | Guðmundur Árni Stefánsson      | 1 oktober 2011    | 23 februari 2015 |             |
| 15                                                      | Geir Haarde                    | 23 februari 2015  | 1 juli 2019      | [ 4 ]       |
| 16                                                      | Bergdís Ellertsdóttir          | 16 september 2019 | 1 augustus 2024  | [ 5 ] [ 6 ] |
| 17                                                      | Svanhildur Hólm Valsdóttir     | 18 september 2024 |                  | [ 7 ]       |
| Bron tot en met maart 2016: Bijgewerkt in januari 2025. |                                |                   |                  |             |